# Mara Brunetti
Mara Brunetti (Roma, 9 aprile 1976) è una nuotatrice artistica italiana.

## Biografia
Nata a Roma nel 1976, a 19 anni ha vinto la medaglia di bronzo nella gara a squadre agli Europei di Vienna 1995, chiudendo dietro a Russia e Francia.
A 20 anni ha partecipato ai Giochi olimpici di Atlanta 1996, nella gara a squadre con Ballan, Bianchi, Burlando, Carnini, Carrafelli, Cecconi, Celli, Farinelli e Nuzzo, arrivando al 6º posto con 94 253 punti (32 807 nel tecnico e 61 446 nel libero).
Agli Europei di Istanbul 1999 è arrivata sul podio nella gara a squadre, dietro a Russia e Francia, mentre a Helsinki 2000 ha ottenuto l'argento nella stessa gara, dietro alla sola Russia.
Ha preso di nuovo parte alle Olimpiadi a 24 anni, a Sydney 2000, nella gara a squadre con Ballan, Bianchi, Burlando, Cassin, Cecconi, Dominici, Lucchini e Porchetto, arrivando ancora al 6º posto, stavolta con 95 177 punti (32 993 nel tecnico e 62 184 nel libero).
Nello stesso 2000 è stata insignita del titolo di Cavaliere Ordine al Merito della Repubblica Italiana.

## Palmarès

### Campionati europei
- 3 medaglie:
  - 1 argento (Gara a squadre a Helsinki 2000)
  - 2 bronzi (Gara a squadre a Vienna 1995, gara a squadre a Istanbul 1999)